# Akiyenik
Akiyenik /=people of the leggings,/, pleme Upper Kutenai Indijanaca s jezera Pend d'Oreille u sjevernom Idahu. Danas su poznati i kao Bonner's Ferry Band.

## Vanjske poveznice
- Kutenai Indian Tribe History